# راب جارویس
راب جارویس (انگلیسی: Rob Jarvis؛ زادهٔ ۱۹۶۵ میلادی) بازیگر اهل بریتانیا است.
از فیلم‌ها یا برنامه‌های تلویزیونی که وی در آن نقش داشته‌است، می‌توان به سَـندیتون، تلفات، شهر هالبی، لوتر، مرگ در بهشت، شاهد خاموش، دکتر هو، پدر براون، دیوید برنت: زندگی در جاده، گربه خیابانی به نام باب، تبدیل‌شوندگان: آخرین شوالیه و شیادها اشاره کرد.